# 格诺伊斯
格诺伊斯是德国图林根州的一个市镇。总面积8.26平方公里，总人口161人，其中男性73人，女性88人（2011年12月31日），人口密度19人/平方公里。